# Csehszlovákia az 1960. évi téli olimpiai játékokon
Csehszlovákia az egyesült államokbeli Squaw Valleyben megrendezett 1960. évi téli olimpiai játékok egyik részt vevő nemzete volt. Az országot az olimpián 4 sportágban 21 sportoló képviselte, akik összesen 1 érmet szereztek.

## Érmesek
| Érem  | Versenyző   | Sportág     | Versenyszám  |
| ----- | ----------- | ----------- | ------------ |
| Ezüst | Karol Divín | Műkorcsolya | Férfi egyéni |

## Északi összetett
| Versenyző        | Síugrás  | Síugrás  | Síugrás  | Síugrás  | Síugrás  | Síugrás  | Síugrás | Síugrás | Sífutás   | Sífutás | Sífutás | Összesítés | Összesítés |
| Versenyző        | 1. ugrás | 1. ugrás | 2. ugrás | 2. ugrás | 3. ugrás | 3. ugrás | Össz.   | Össz.   | Sífutás   | Sífutás | Sífutás | Összesítés | Összesítés |
| Versenyző        | Távolság | Pont     | Távolság | Pont     | Távolság | Pont     | Pont    | Hely.   | Idő       | Pont    | Hely.   | Pont       | Helyezés   |
| ---------------- | -------- | -------- | -------- | -------- | -------- | -------- | ------- | ------- | --------- | ------- | ------- | ---------- | ---------- |
| Vlastimil Melich | 55,5     | (96,0)   | 60,5     | 98,5     | 61,5     | 99,5     | 198,0   | 23.     | 1:01:49,0 | 227,097 | 13.     | 425,097    | 18.        |

## Jégkorong
| Csehszlovák férfi jégkorongcsapat-játékoskeret                                                     | Csehszlovák férfi jégkorongcsapat-játékoskeret                                                         | Csehszlovák férfi jégkorongcsapat-játékoskeret                                     |
| -------------------------------------------------------------------------------------------------- | --- | ---------------------------------------------------------------------------------- |
| - Vlastimil Bubník - Josef Černý - Bronislav Danda - Vladimír Dvořáček - Jozef Golonka - Karel Gut | - Jaroslav Jiřík - Jan Kasper - František Mašlán - Vladimír Nadrchal - Václav Pantůček - Rudolf Potsch | - Jáno Starší - František Tikal - František Vaněk - Miroslav Vlach - Jaroslav Volf |

### Eredmények
Csoportkör
C csoport
| Csapat           | M | Gy | D | V | G+ | G– | Gk  | P |
| ---------------- | - | -- | - | - | -- | -- | --- | - |
| Egyesült Államok | 2 | 2  | 0 | 0 | 19 | 6  | +13 | 4 |
| Csehszlovákia    | 2 | 1  | 0 | 1 | 23 | 8  | +15 | 2 |
| Ausztrália       | 2 | 0  | 0 | 2 | 2  | 30 | –28 | 0 |

| 1960. február 19. | Egyesült Államok (USA) | 7 – 5 (2–1, 1–3, 4–1) | Csehszlovákia | Squaw Valley |

|  |  |  |  |  |
|  |  |  |  |  |
|  |  |  |  |  |
|  |  |  |  |  |

| 1960. február 20. | Csehszlovákia (TCH) | 18 – 1 (7–1, 3–0, 8–0) | Ausztrália | Squaw Valley |

|  |  |  |  |  |
|  |  |  |  |  |
|  |  |  |  |  |
|  |  |  |  |  |

Döntő csoportkör
| 1960. február 22. | Szovjetunió (URS) | 8 – 5 (3–2, 2–1, 3–2) | Csehszlovákia | Squaw Valley |

|  |  |  |  |  |
|  |  |  |  |  |
|  |  |  |  |  |
|  |  |  |  |  |

| 1960. február 24. | Kanada (CAN) | 4 – 0 (3–0, 1–0, 0–0) | Csehszlovákia | Squaw Valley |

|  |  |  |  |  |
|  |  |  |  |  |
|  |  |  |  |  |
|  |  |  |  |  |

| 1960. február 25. | Csehszlovákia (TCH) | 3 – 1 (3–0, 0–1, 0–0) | Svédország | Squaw Valley |

|  |  |  |  |  |
|  |  |  |  |  |
|  |  |  |  |  |
|  |  |  |  |  |

| 1960. február 27. | Csehszlovákia (TCH) | 9 – 1 (3–1, 4–0, 2–0) | Egyesült Német Csapat | Squaw Valley |

|  |  |  |  |  |
|  |  |  |  |  |
|  |  |  |  |  |
|  |  |  |  |  |

| 1960. február 28. | Egyesült Államok (USA) | 9 – 4 (3–3, 0–1, 6–0) | Csehszlovákia | Squaw Valley |

|  |  |  |  |  |
|  |  |  |  |  |
|  |  |  |  |  |
|  |  |  |  |  |

Végeredmény
| Csapat                | M | Gy | D | V | G+ | G– | Gk  | P  |
| --------------------- | - | -- | - | - | -- | -- | --- | -- |
| Egyesült Államok      | 5 | 5  | 0 | 0 | 29 | 11 | +18 | 10 |
| Kanada                | 5 | 4  | 0 | 1 | 31 | 12 | +19 | 8  |
| Szovjetunió           | 5 | 2  | 1 | 2 | 24 | 19 | +5  | 5  |
| Csehszlovákia         | 5 | 2  | 0 | 3 | 21 | 23 | –2  | 4  |
| Svédország            | 5 | 1  | 1 | 3 | 19 | 19 | 0   | 3  |
| Egyesült Német Csapat | 5 | 0  | 0 | 5 | 5  | 45 | –40 | 0  |

| Csapat        | Helyezés |
| ------------- | -------- |
| Csehszlovákia | 4.       |

## Műkorcsolya
| Versenyző     | Versenyszám  | Kötelező elemek   | Kötelező elemek | Kűr               | Kűr   | Összesítés                     | Összesítés                     | Összesítés                     | Összesítés                     | Összesítés                     | Összesítés                     | Összesítés                     | Összesítés                     | Összesítés                     | Összesítés        | Összesítés        | Összesítés  | Összesítés | Összesítés |
| Versenyző     | Versenyszám  | Kötelező elemek   | Kötelező elemek | Kűr               | Kűr   | Helyezési pontszámok bírónként | Helyezési pontszámok bírónként | Helyezési pontszámok bírónként | Helyezési pontszámok bírónként | Helyezési pontszámok bírónként | Helyezési pontszámok bírónként | Helyezési pontszámok bírónként | Helyezési pontszámok bírónként | Helyezési pontszámok bírónként | Több. hely. száma | Több. hely. össz. | Hely. össz. | Pont       | Helyezés   |
| Versenyző     | Versenyszám  | Több. hely. száma | Hely.           | Több. hely. száma | Hely. | 1                              | 2                              | 3                              | 4                              | 5                              | 6                              | 7                              | 8                              | 9                              | Több. hely. száma | Több. hely. össz. | Hely. össz. | Pont       | Helyezés   |
| ------------- | ------------ | ----------------- | --------------- | ----------------- | ----- | ------------------------------ | ------------------------------ | ------------------------------ | ------------------------------ | ------------------------------ | ------------------------------ | ------------------------------ | ------------------------------ | ------------------------------ | ----------------- | ----------------- | ----------- | ---------- | ---------- |
| Karol Divín   | Férfi egyéni | 7×1+              | 1.              | 5×5+              | 5.    | 2,0                            | 3,0                            | 2,0                            | 4,0                            | 3,0                            | 1,0                            | 2,0                            | 3,0                            | 2,0                            | 5×2+              | 9,0               | 22,0        | 1414,3     |            |
| Jana Mrázková | Női egyéni   | 6×5+              | 5.              | 5×5+              | 5.    | 5,0                            | 7,0                            | 4,0                            | 5,0                            | 4,0                            | 4,0                            | 10,0                           | 5,0                            | 9,0                            | 6×5+              | 27,0              | 53,0        | 1338,7     | 4.         |

## Sífutás
Férfi
| Versenyző     | Versenyszám | Eredmény  | Helyezés |
| ------------- | ----------- | --------- | -------- |
| Rudolf Čillík | 15 km       | 57:23,7   | 36.      |
| Rudolf Čillík | 30 km       | 2:03:50,6 | 30.      |